# Bodejev muzej
Bodejev muzej, prej imenovan Kaiser-Friedrich-Museum (Muzej cesarja Friderika), je zaščitena stavba na Muzejskem otoku v zgodovinskem središču Berlina. Gradili so jo od leta 1898 do 1904 po naročilu nemškega cesarja Viljema II. po načrtih Ernsta von Ihneja v nebaročnem slogu. Na sprednjem trgu stavbe je bil spomenik nemškemu cesarju Frideriku III., ki so ga vzhodnonemške oblasti uničile. Trenutno je Bodejev muzej dom Skulpturensammlung (Zbirka kipov), Museum für Byzantinische Kunst (Muzej bizantinske umetnosti) in Münzkabinett (zbirka kovancev in medalj). Kot del kompleksa Muzejskega otoka je bil muzej Bode leta 1999 vpisan na Unescov seznam svetovne dediščine zaradi svoje izjemne arhitekture in pričevanja o razvoju muzejev kot kulturnega fenomena v poznem 19. in zgodnjem 20. stoletju.

## Zgodovina in zbirke
Muzej, ki se je prvotno imenoval Kaiser-Friedrich-Museum po cesarju Frideriku III., se je leta 1956 preimenoval v čast svojega prvega kustosa, Wilhelma von Bodeja.
Med drugo svetovno vojno so bili deli zbirke za varno hrambo shranjeni v protiletalskem stolpu, imenovanem Flakturm Friedrichshain. Maja 1945 je nekaj zbirk uničilo več požarov. Skupno je bilo več kot 400 slik in okoli 300 kipov pogrešanih zaradi izropanja med požarom ali uničenih v samem požaru.
Muzej je bil zaprt zaradi popravil od leta 1997, vendar je bil ponovno odprt 18. oktobra 2006 po 156 milijonov € vredni prenovi. Zvest etosu svojega ustanovnega direktorja Wilhelma von Bodeja, ki je verjel v mešanje umetniških zbirk, je zdaj dom za zbirko skulptur, bizantinske umetnosti ter kovancev in medalj. Predstavitev zbirk je tako geografska kot kronološka, z bizantinsko in gotsko umetnostjo severne in južne Evrope, ki sta ločeno prikazani v prvem nadstropju muzeja in podobno regionalno delitvijo renesančne in baročne umetnosti v njegovem drugem nadstropju.[6]
Zbirka kipov prikazuje umetnine krščanskega vzhoda (s poudarkom na koptskem Egiptu), kipe iz Bizanca in Ravene, kipe srednjega veka, italijanske gotike in zgodnje renesanse, vključno s kontroverzno Floro, ki jo je Bode pripisal Leonardu da Vinciju zdaj pa se na splošno trdi, da je delo iz 19. stoletja. Dela pozne nemške gotike predstavljajo tudi Tilman Riemenschneider, južnonemška renesansa in pruska baročna umetnost do 18. stoletja. V prihodnje bodo izbrana dela Gemäldegalerie vključena v kiparsko zbirko. To spominja na koncept Williama von Bodeja o »stilskih sobah«, v katerih so skulpture, slike in obrti opazovani skupaj, kot je bilo običajno v zasebnih zbirkah višjega srednjega razreda.
Münzkabinett (soba za kovance) je ena največjih numizmatičnih zbirk na svetu. Njen obseg sega od začetka kovanja v 7. stoletju pred našim štetjem v Mali Aziji do danes. S približno 500.000 predmeti je zbirka edinstven arhiv za zgodovinske raziskave, zbirka medalj pa je tudi pomembna umetniška razstava.
V časopisu The Financial Times je ob ponovnem odprtju muzeja leta 2006 Neil MacGregor, direktor Britanskega muzeja, pozdravil »najobsežnejši prikaz evropskega kiparstva kjer koli«. Dodal je: »Ni pretiravanje, če rečemo, da bo Evropa v novem Bodejevem muzeju prvič lahko brala svojo zgodovino - estetsko in versko, intelektualno in politično - v tridimenzionalni obliki«.

## Tatvina kanadskega zlatnika
27. marca 2017 je bil iz muzeja ukraden kovanec iz čistega zlata, imenovan Big Maple Leaf, ki ga je leta 2007 izdala Kraljeva kanadska kovnica kot spominski del. Kovanec s premerom 50 cm in debelino 2,8 cm je izdelan iz 24-karatnega zlata in je vreden okoli 3,7 milijona evrov. Na bližnjih železniških tirih so našli lestev, zaradi česar je nemška policija špekulirala, da je tat vstopil v stavbo tako, da je vlomil okno v zadnjem delu muzeja poleg železniških tirov.
Kasneje je bilo ugotovljeno, da so tatovi 21- in 23-letna bratranca Ahmed in Wissam Remmo ter njun prijatelj Denis W. Policija ne pričakuje, da bo kovanec kdaj našla, saj zaradi prisotnosti zlatega prahu domnevajo, da so ga pretopili krivci. Obtožen je bil tudi Ahmedov brat Wayci, a kasneje oproščen.

## Galerija
- Ponoči
- Vhodna dvorana
- Kupola
- Bizantinska zbirka
- Soba Trecento
- Muzejski otok s Pergamonskim muzejem in Bodejevim muzejem (1951)
- Bodejev muzej, Berlin von der Spree.
- Pogled z mostu Bodejevega muzeja na reko
- Bodejev muzej, del skupine berlinskih muzejev, ki so na Muzejskem otoku, ki je pod Unescovo zaščito